# Straja
Straja est une petite station de ski qui a été développée près de Lupeni, dans le Județ de Hunedoara, dans la région de Transylvanie, dans l'ouest de la Roumanie.

## Géographie
La station de ski de Straja est située dans les monts Vâlcan appartenant aux Alpes de Transylvanie.

## Personnalités
Dimitrie Popescu (1961-2023), champion olympique d'aviron en 1992.